# Бойнович, Людмила Борисовна
Бойнович Людмила Борисовна (род. 9 июня 1960 года, г. Москва) —российский физико-химик, доктор физико-математических наук, академик Российской академии наук с 2016 (член-корреспондент с 2006).
Окончила Московский институт стали и сплавов (1983), с того же года работает в Институте физической химии АН СССР (РАН), с 2000 — ведущий научный сотрудник.
Руководитель НОЦ по коллоидной химии и поверхностным явлениям ИФХЭ РАН, профессор ВХК РАН РХТУ. Лауреат золотой медали европейского сообщества (ICEPEC) за вклад в развитие связей между наукой и промышленностью и золотой медали Всемирной организации интеллектуальной собственности. Редактор журнала «Surface Innovations», приглашенный редактор журналов «Advances in Colloid and Interface Science», «Colloids and Surfaces A», член редколлегии журналов «Colloids and Surfaces A», «Water», " «International Journal of Wettability Science and Technology», «Reviews in Adhesion and Adhesives».
Область научных интересов-физическая химия поверхностных явлений и наноразмерных систем. Основные работы относятся к теории поверхностных сил в наноразмерных жидких прослойках, теории смачивания, теории гидрофобного состояния, теории межчастичных взаимодействий и фазовых переходов в наноразмерных системах, теории и методам создания супергидрофобных защитных покрытий.

## Общественная позиция
В феврале 2022 подписала открытое письмо российских учёных и научных журналистов с осуждением вторжения России на Украину и призывом вывести российские войска с украинской территории.